# Johann Emanuel Samuel Uhlig
Johann Emanuel Samuel Uhlig (* 11. April 1749; † 7. Mai 1822) war ein deutscher Strumpfwirker.
Er spielte daneben Orgel in einer Abtei in einem kleinen Ort, der heute Teil der Stadt Oberlungwitz ist.

## Leben

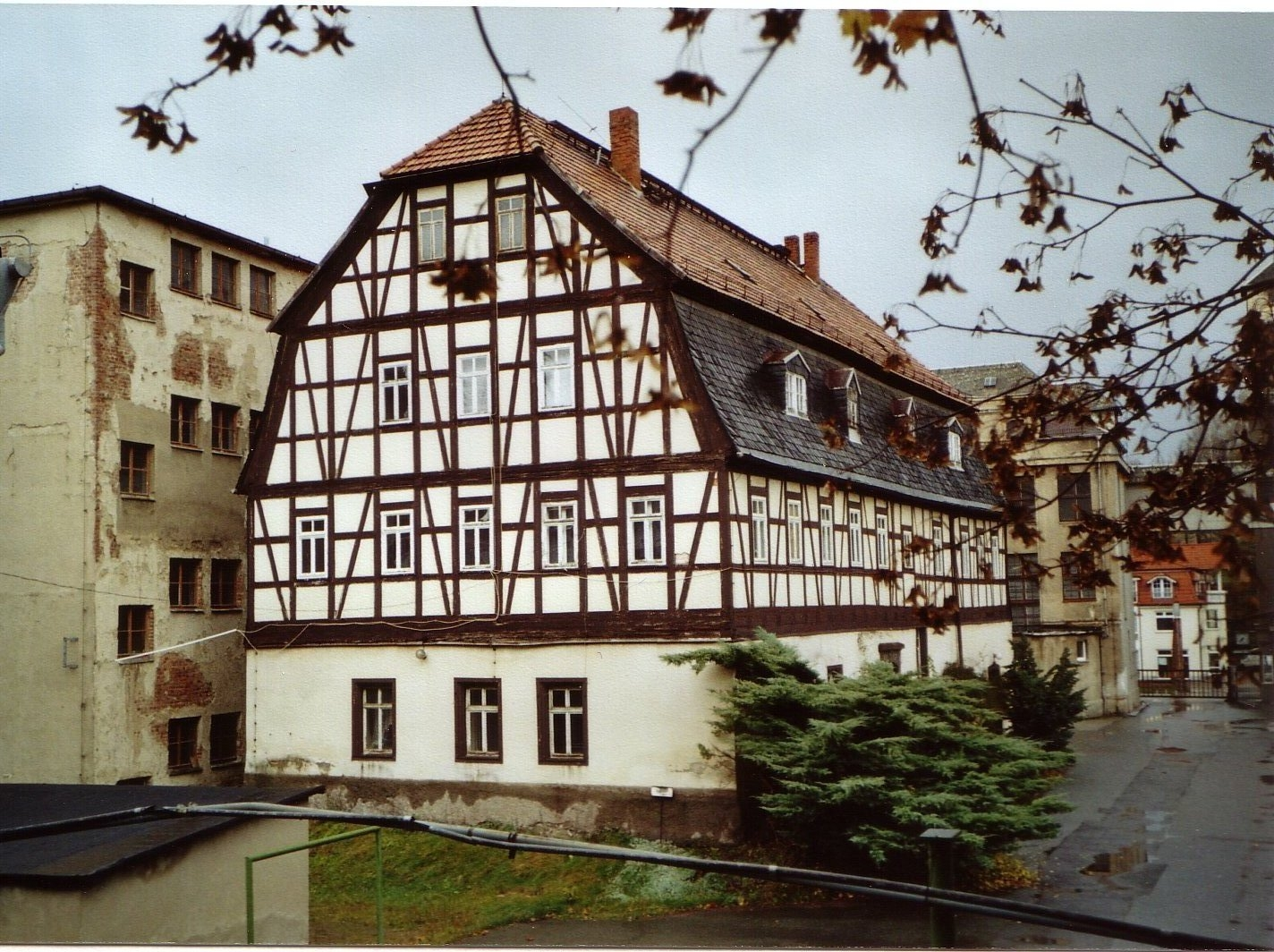
Fachwerkhaus in Oberlungwitz, errichtet von J.E.S.U., 1790

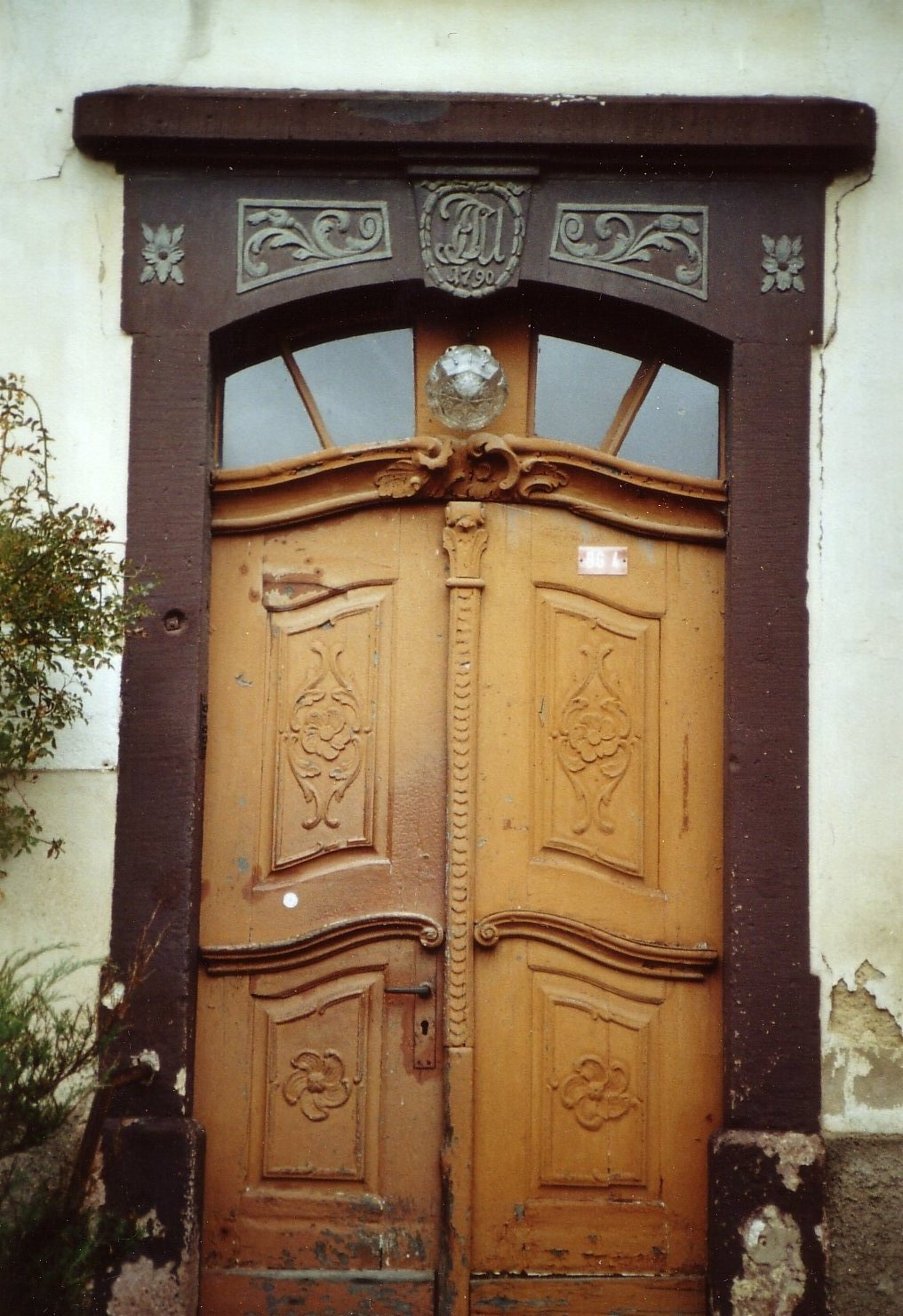
Eingangstür mit den Initialen J.E.S.U., 1790

Johann Emanuel Samuel Uhlig setzte wie sein Vater und sein Großvater Samuel Uhlig einen Handkulierstuhl zur Strumpfherstellung ein und gelangte dadurch zu einem gewissen Wohlstand.
Das Haus der Uhligs brannte 1789 ab und wurde 1790 durch Johann Emanuel Samuel Uhlig als prächtiges Fachwerkhaus neu aufgebaut. Das denkmalgeschützte Gebäude steht noch heute in Oberlungwitz.

Der Türsturz enthält die Initialen J.E.S.U.

## Werk
Johann Emanuel Samuel Uhlig wird in einigen Veröffentlichungen zugeschrieben, im Jahre 1731 als erster in der Region Oberlungwitz den Handkulierstuhl eingesetzt zu haben. Dies kann aber nicht sein, da J.E.S.U. erst 1749 geboren wurde.
Wahrscheinlich geht der Irrtum auf Namensähnlichkeiten mit Samuel Uhlig, dem Großvater von J.E.S.U. und erstem Nutzer eines Handkulierstuhls in der Region Oberlungwitz, zurück. In dem Roman „Du selber bist das Rad“ von Eberhard Frowein und dessen Verfilmung „Du und Ich“ (1937, Regisseur Wolfgang Liebeneiner) wird Johann Emanuel Samuel Uhlig (J.E.S.U.) in den Mittelpunkt gestellt. Die historischen Fakten werden dabei sehr frei behandelt.